# Neurostymulator
Neurostymulator (ang. neurostimulator) – jest zasilanym przez baterię urządzeniem zaprojektowanym w celu elektrycznej stymulacji mózgu.
Neurostymulatory są integralną częścią chirurgicznie wszczepianych układów takich jak urządzenie do głębokiej stymulacji mózgu (DBS) czy urządzenie do stymulacji nerwu błędnego (VNS), wykorzystywanych w leczeniu chorób układu nerwowego.
Urządzenie takie jest wszczepiane do ciała pacjenta, zwykle w dole podobojczykowym. Neurostymulator może być następnie kalibrowany przez neurologa, pielęgniarkę lub wyszkolonego technika według indywidualnych potrzeb pacjenta.

Przeczytaj ostrzeżenie dotyczące informacji medycznych i pokrewnych zamieszczonych w Wikipedii.